# Branislav Ivanović
Branislav Ivanović (ur. 22 lutego 1984 w Sremskiej Mitrovicy) – serbski piłkarz który występował na pozycji obrońcy. W latach 2005–2018 wielokrotnie występował w reprezentacji Serbii. Większość swojej kariery spędził w angielskim klubie Chelsea.
Uczestnik Mistrzostw Świata w 2010 roku oraz Mistrzostw Świata w 2018 roku.

## Kariera klubowa

### Początki
Początkowo był graczem klubów Remont Čačak i Srem Sremska Mitrovica, następnie podstawowy zawodnik OFK Beograd.

### Lokomotiw Moskwa
Od 2006 do 2008 roku piłkarz Lokomotiwu Moskwa, w którego barwach występował w rozgrywkach Pucharu UEFA. Ponadto z rosyjskim zespołem w 2007 sięgnął po puchar kraju – w finałowym meczu z FK Moskwa zagrał w podstawowym składzie.

### Chelsea Football Club
W styczniu 2008 roku przeszedł za nieujawnioną kwotę do Chelsea. Media sugerowały, że cena transferu wyniosła około 9 milionów funtów. Wcześniej zainteresowanie jego pozyskaniem wyrażały włoskie Juventus F.C. i Inter Mediolan oraz angielski Manchester United. W londyńskiej drużynie zadebiutował 24 września w wygranym 4:0 meczu Pucharu Ligi Angielskiej z Portsmouth, natomiast po raz pierwszy w Premier League wystąpił 5 października w spotkaniu z Aston Villą.
8 kwietnia 2009 roku strzelił dwa gole w meczu Ligi Mistrzów z Liverpoolem, przyczyniając się w znacznym stopniu do zwycięstwa 3:1, a co za tym idzie do awansu do kolejnej rundy tych rozgrywek. W sezonie 2009/2010 zdobył wraz z Chelsea mistrzostwo Anglii oraz został wybrany do najlepszej jedenastki roku według PFA. W 2012 z londyńskim klubem wygrał Ligę Mistrzów – w finałowym meczu z Bayernem Monachium nie wystąpił z powodu nadmiaru żółtych kartek, lecz regularnie grał we wcześniejszych fazach tych rozgrywek (strzelił m.in. bramkę w dogrywce spotkania 1/8 finału z SSC Napoli, która zapewniła Chelsea awans do ćwierćfinału).
15 maja 2013 roku w doliczonym czasie gry finałowego meczu Ligi Europy przeciwko SL Benfica strzelił gola decydującego o końcowym triumfie Chelsea w tych rozgrywkach.

### Zenit Petersburg
31 stycznia 2017 podpisał 2,5 letni kontrakt z rosyjskim Zenitem Petersburg.

### West Bromwich Albion
15 września 2020 roku podpisał roczny kontrakt z angielskim West Bromwich Albion.
1 lipca 2021 zakończył piłkarską karierę. 

## Kariera reprezentacyjna
Występował w reprezentacjach Serbii i Czarnogóry oraz Serbii do lat 21. W 2004 roku wziął udział w mistrzostwach Europy U-21 w Niemczech, gdzie zdobył srebrny medal – w przegranym meczu finałowym z Włochami zagrał w podstawowym składzie, a w końcówce spotkania został ukarany przez sędziego czerwoną kartką. Dwa lata później w Portugalii wraz z reprezentacją dotarł do półfinału mistrzostw kontynentu U-21, a w meczu grupowym z gospodarzami turnieju strzelił gola, przyczyniając się do zwycięstwa. W 2007 roku uczestniczył w kolejnych mistrzostwach Europy U-21, w których po raz drugi wywalczył srebrny medal – w spotkaniu finałowym z Holandią (1:4) wystąpił przez pełne 90 minut. Ponadto został wybrany do drużyny gwiazd czempionatu.
W reprezentacji Serbii i Czarnogóry zadebiutował 8 czerwca 2005 roku w zremisowanym 1:1 meczu z Włochami. Kolejne spotkania rozgrywał już w reprezentacji Serbii. Od września 2007 roku jest podstawowym zawodnikiem kadry narodowej. Pierwszego gola strzelił dla niej 12 września 2007 w pojedynku z Portugalią. W 2010 roku wystąpił w mistrzostwach świata w Republice Południowej Afryki – w turnieju tym rozegrał trzy mecze.

## Sukcesy

### Klubowe
Lokomotiw Moskwa
- Puchar Rosji (1x): 2007

Chelsea
- Mistrzostwo Anglii (2x): 2010, 2015
- Puchar Anglii (3x): 2009, 2010, 2012
- Tarcza Wspólnoty (1x): 2009
- Liga Mistrzów UEFA (1x): 2012
- Liga Europy UEFA (1x): 2013

Zenit Petersburg
- Puchar Rosji (1x): 2020